# Inlandsterrorismus
Inlandsterrorismus (Englisch domestic terrorism) bezeichnet in den Vereinigten Staaten terroristische Strukturen und Taten von US-Amerikanern auf dem Gebiet der USA. Mit der Begrifflichkeit wird die Form des Terrorismus unterschieden, die von ausländischen Kräften gegen Ziele im eigenen Land begangen wird. In den USA ist das FBI für die Bekämpfung von Domestic Terrorism zuständig.
Taten von radikalen politischen oder religiösen Gruppen werden als Inlandsterrorismus gewertet. Jedoch auch von Einzeltätern begangene ideologische Hassverbrechen, wie der Anschlag auf eine Synagoge in Poway in der kalifornischen Stadt Poway 2019 zählen dazu. Mit Stand 2019 ermittelte das FBI in 850 Fällen von Inlandsterrorismus.